# PoGOLite
PoGOLite (por sus siglas en inglés Polarised Gamma-ray Observer) es un experimento de física de astropartículas transportado por un globo que mide la polarización en rayos X duros y rayos gamma suaves. Es sensible a fotones con un rango de energía de 25-80 keV. PoGOLite contiene 217 celdas detectoras de fósforo (PDC) que están rodeadas por un anillo de detectores de escudo anticoincidencia lateral (SAS).

## Misión PoGOLite Pathfinder
El instrumento pionero que contiene 61 PDC y 30 detectores SAS estaba programado para ser lanzado desde las instalaciones de Esrange en el norte de Suecia durante el verano de 2011. El vuelo iba a ser el primer vuelo en globo circumpolar hacia el oeste en el hemisferio norte en 20 años y se esperaba que tomara entre 17 y 25 días.
Los objetivos principales del experimento pionero son el púlsar del Cangrejo y el sistema binario de rayos X de alta masa Cygnus X-1, que son dos de los objetos más brillantes en el rango de energía de PoGOLite. 
La misión se lanzó a las el jueves 7 de julio de 2011 a la 1:57 am (23h57 GMT del miércoles 6 de julio de 2011) desde Esrange, Suecia. Sin embargo, fue derribado a las 7:00 am de una altitud de 35 km, por una fuga de helio. La carga útil aterrizó cerca de Nikkaluokta, justo antes de las montañas alrededor de la frontera entre Suecia y Noruega, donde un aterrizaje habría causado más daños potenciales. La carga útil se devolvió al sitio de Esrange el 8 de julio de 2011, después de lo cual las pruebas iniciales mostraron solo daños menores en la carga útil. Se programó un segundo intento para julio de 2012, pero se canceló debido al mal tiempo. El tercer y último intento de la misión fue programado para julio de 2013.